# Hausvik
Hausvik este o localitate din comuna Osterøy, provincia Hordaland, Norvegia, cu o suprafață de 0,38 km² și o populație de 619 locuitori (2013).